# Ніабі
Ніабі (груз. ნიაბი) — село в Грузії.
За даними перепису населення 2014 року в селі проживає 225 осіб.